# Tim Boetsch
Timothy A. Boetsch, född 28 januari 1981 i Lincolnville, är en amerikansk MMA-utövare som 2008–2009 och sedan 2010 tävlar i organisationen Ultimate Fighting Championship.